# Поезія і правда
Поезія і правда (нім. Aus meinem Leben: Dichtung und Wahrheit; 1811—1833) — це автобіографія Йоганна Вольфґанґ Ґете, що охоплює роки від дитинства до 1775 року поета, після переїзду до Веймара.

## Структура
Книга складається з чотирьох частин, перші яких написані й опубліковані в 1811-14 роках, а четверта близько 1830-31 роках і опублікована в 1833 році. В сумі твір охоплює 26 років життя автора. Гете вважав, що «найважливіший період життя людини — це період його розвитку».

## Українські переклади
Йоганн Вольфґанґ Ґете. Поезія і правда. пер. Богдан Гавришків — Київ: Мистецтво, 1982. — 290 с.